# 福音新報
『福音新報 』（ふくいんしんぽう）は、植村正久が創刊した週刊伝道誌である。日本基督教会の機関紙であった。
執筆者に佐波亘、青芳勝久、柏井園など。 
1893年、植村正久は『福音新報』127号で田村直臣の『日本の花嫁』を激しく批判した。1901年9月『福音新報』に、植村が「福音同盟会と大挙伝道」を発表し、日本組合基督教会の指導者海老名弾正と植村の間に、植村・海老名キリスト論論争が起こった。
後に『教団新報』と名前を変え、日本基督教団の機関紙としての役割を果たし、富田満らの動向を伝えている。